# Neolophonotus macquarti
Neolophonotus macquarti là một loài ruồi trong họ Asilidae. Neolophonotus macquarti được Londt miêu tả năm 1986. Loài này phân bố ở vùng nhiệt đới châu Phi.